# Epidendrum pseudavicula
Epidendrum pseudavicula är en orkidéart som beskrevs av Friedrich Fritz Wilhelm Ludwig Kraenzlin. Epidendrum pseudavicula ingår i släktet Epidendrum och familjen orkidéer. Inga underarter finns listade i Catalogue of Life.